# Veneta
Veneta – miasto w Stanach Zjednoczonych, w stanie Oregon, w hrabstwie Lane.